# Kunsági Kálmán
Kunsági Kálmán (Budapest, 1936. január 14. – Budapest, 2017. március 31.) operaénekes (tenor). Egy évtizeden át az Operaház sokat foglalkoztatott comprimarioénekese.

## Élete
1957 és 1962 között a Bartók Béla Zeneművészeti Szakközépiskola ének szakán tanult Kerényi Miklós György növendékeként.
1969–től két évadon át az Operaház ösztöndíjasa, majd 1971-től 1981-ig rendes tagja volt. 1969. október 26-án Petrovics Emil Bűn és bűnhődés c. operájának második munkásaként debütált. Nyugdíjasként az intézmény belső ellenőre volt 2000 körül.

## Szerepei
- Alban Berg: Lulu – Inas
- Georges Bizet: Carmen – Remendado
- Benjamin Britten: Koldusopera – Wat
- Gaetano Donizetti: Lammermoori Lucia – Normann
- Gaetano Donizetti: Don Pasquale – Carlotto
- Erkel Ferenc: Hunyadi László – V. László
- George Gershwin: Porgy és Bess – Robbins
- Umberto Giordano: André Chénier – Az abbé
- Leoš Janáček: A ravasz rókácska kalandjai – Kakas; Szúnyog
- Ruggero Leoncavallo: Bajazzók – Beppe
- Wolfgang Amadeus Mozart: Figaro lakodalma – Don Curzio
- Wolfgang Amadeus Mozart: A varázsfuvola – Monostatos
- Modeszt Petrovics Muszorgszkij: Borisz Godunov – Miszail
- Petrovics Emil: Bűn és bűnhődés – Idegen; Második munkás
- Szergej Szergejevics Prokofjev: A három narancs szerelmese – Ceremóniamester
- Giacomo Puccini: Manon Lescaut – Lámpagyújtogató
- Giacomo Puccini: Pillangókisasszony – Goro
- Giacomo Puccini: Bohémélet – Benoît
- Giacomo Puccini: Tosca – Spoletta
- Giacomo Puccini: Turandot – Altoum császár
- Camille Saint-Saëns: Sámson és Delila – Filiszteus hírnök
- Johann Strauss d. S.: A denevér – Dr. Blind
- Richard Strauss: A rózsalovag – Fogadós
- Giuseppe Verdi: Nabucco – Abdallo
- Giuseppe Verdi: A lombardok az első keresztes hadjáratban – Egy elöljáró Milánóból
- Giuseppe Verdi: A trubadúr – Ruíz
- Giuseppe Verdi: A végzet hatalma – Mastro Trabucco
- Giuseppe Verdi: Otello – Roderigo
- Richard Wagner: A nürnbergi mesterdalnokok – Ulrich Eißlinger